# Engins
Engins és un municipi francès situat al departament de la Isèra i a la regió d'Alvèrnia-Roine-Alps. L'any 2007 tenia 481 habitants.

## Demografia

### Població
El 2007 la població de fet d'Engins era de 481 persones. Hi havia 158 famílies de les quals 21 eren unipersonals (4 homes vivint sols i 17 dones vivint soles), 47 parelles sense fills, 86 parelles amb fills i 4 famílies monoparentals amb fills.
La població ha evolucionat segons el següent gràfic:
Habitants censats

### Habitatges
El 2007 hi havia 203 habitatges, 169 eren l'habitatge principal de la família, 24 eren segones residències i 10 estaven desocupats. 184 eren cases i 18 eren apartaments. Dels 169 habitatges principals, 143 estaven ocupats pels seus propietaris, 24 estaven llogats i ocupats pels llogaters i 3 estaven cedits a títol gratuït; 6 tenien dues cambres, 14 en tenien tres, 44 en tenien quatre i 105 en tenien cinc o més. 148 habitatges disposaven pel capbaix d'una plaça de pàrquing. A 49 habitatges hi havia un automòbil i a 108 n'hi havia dos o més.

### Piràmide de població
La piràmide de població per edats i sexe el 2009 era:
| Homes | Edats   | Dones |
| ----- | ------- | ----- |
| 0     | 95 o +  | 0     |
| 4     | 90 a 94 | 0     |
| 4     | 85 a 89 | 4     |
| 0     | 80 a 84 | 0     |
| 0     | 75 a 79 | 0     |
| 12    | 70 a 74 | 4     |
| 0     | 65 a 69 | 8     |
| 8     | 60 a 64 | 8     |
| 12    | 55 a 59 | 20    |
| 32    | 50 a 54 | 24    |
| 16    | 45 a 49 | 12    |
| 16    | 40 a 44 | 20    |
| 24    | 35 a 39 | 12    |
| 12    | 30 a 34 | 16    |
| 8     | 25 a 29 | 12    |
| 12    | 20 a 24 | 16    |
| 16    | 15 a 19 | 16    |
| 4     | 10 a 14 | 8     |
| 12    | 5 a 9   | 20    |
| 0     | 0 a 4   | 28    |

## Economia
El 2007 la població en edat de treballar era de 336 persones, 265 eren actives i 71 eren inactives. De les 265 persones actives 251 estaven ocupades (138 homes i 113 dones) i 14 estaven aturades (8 homes i 6 dones). De les 71 persones inactives 28 estaven jubilades, 29 estaven estudiant i 14 estaven classificades com a «altres inactius».

### Ingressos
El 2009 a Engins hi havia 168 unitats fiscals que integraven 501,5 persones, la mediana anual d'ingressos fiscals per persona era de 22.176 €.

### Activitats econòmiques
Dels 16 establiments que hi havia el 2007, 1 era d'una empresa de fabricació de material elèctric, 2 d'empreses de fabricació d'altres productes industrials, 5 d'empreses de construcció, 1 d'una empresa d'hostatgeria i restauració, 2 d'empreses d'informació i comunicació, 4 d'empreses de serveis i 1 d'una entitat de l'administració pública.
Dels 5 establiments de servei als particulars que hi havia el 2009, 3 eren paletes, 1 fusteria i 1 lampisteria.
L'any 2000 a Engins hi havia 9 explotacions agrícoles que ocupaven un total de 208 hectàrees.

## Equipaments sanitaris i escolars
El 2009 hi havia una escola elemental.

## Poblacions més properes
El següent diagrama mostra les poblacions més properes.